# ガスクロマトグラフィー
ガスクロマトグラフィー (Gas Chromatography, GC) はクロマトグラフィーの一種であり、気化しやすい化合物の同定・定量に用いられる機器分析の手法である。サンプルと移動相が気体であることが特徴である。ガスクロマトグラフィーに用いる装置のことをガスクロマトグラフという。また、ガスクロとも呼称される。
測定感度は高感度な検出器を用いれば市販品でも数十fg/s（フェムトグラム毎秒）オーダーレベルにまで及ぶ。各種の科学分野で微量分析技術として汎用されている。

## 概要
注入口からシリンジ等で打ち込まれたサンプルは、まず高温の気化室で気化した後、キャリアガスによってカラムに移動する。または、気体のままシリンジやバルブで導入された試料はキャリヤーガスによってカラムに移動する。クロマトグラフィーの原理によって各成分は分離され、その後検出器で電気信号に変換される。
時間を横軸に、検出器から得られた信号強度を縦軸にとることでクロマトグラムが得られ、保持時間から物質の同定、ピークと呼ばれるクロマトグラムの高さまたは面積から定量を行う。
ガスクロマトグラフィーでの分析では、各成分のピークが十分に分離する条件を見つけることが重要であり、カラムの種類の選択とカラム温度の制御が大切である。特に、保持時間が長いとピークがブロードになるので、カラム温度を昇温しながら分析を行うことが多い。
ガスクロマトグラフィーは原則として分析対象物が気化する物質で無ければ分析出来ないため、汎用性ではHPLCにやや劣る。しかしながら、HPLCでは分析が困難な炭化水素、脂肪酸、アルコールなど沸点の勾配によって分離される物質の分析に優れるため、醸造、香料、油脂、石油化学等の分野で広く用いられる。

### 名称
一般的にガスクロとも呼ぶことが多く、ガスクロ工業（現：ジーエルサイエンス株式会社）という会社も存在した。

## ガスクロマトグラフの構造

ガスクロマトグラフの構造の模式図

ガスクロマトグラフは大まかに以下のような構成となっている。構成は分析目的によって異なるため、多くの場合で拡張性を確保した設計がなされている。
- 試料導入部
- キャリヤーガス導入部
  - 気化室
- 恒温槽
  - 加熱・冷却装置（室温以下での分析が必要な場合などに使用）・撹拌ファン
- カラム
  - 固定相
  - カラム管
- 検出器
  - 検出データ出力装置
- ガス排出部
  - ガス分取装置（無いこともある）
- コントロールユニット

## 移動相
キャリヤーガスはガスクロマトグラフィーにおける移動相として用いられるガスのことで、一般にヘリウム、窒素、アルゴンなどの不活性ガスが用いられる。
検出器としてTCDを使用する場合にはキャリヤーガスの熱伝導度が大きい方が検出感度が上がるため、ヘリウムを使用することが多い。FIDを使用する場合には安価な窒素を使用することが多い。
キャリヤーガスには高純度が要求される。

## カラムおよび固定相

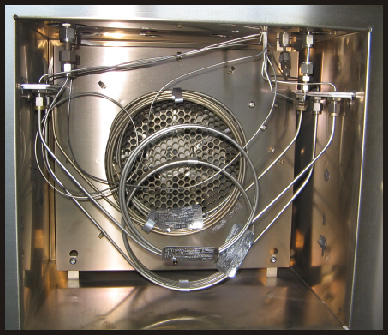
ステンレス製パックドカラム

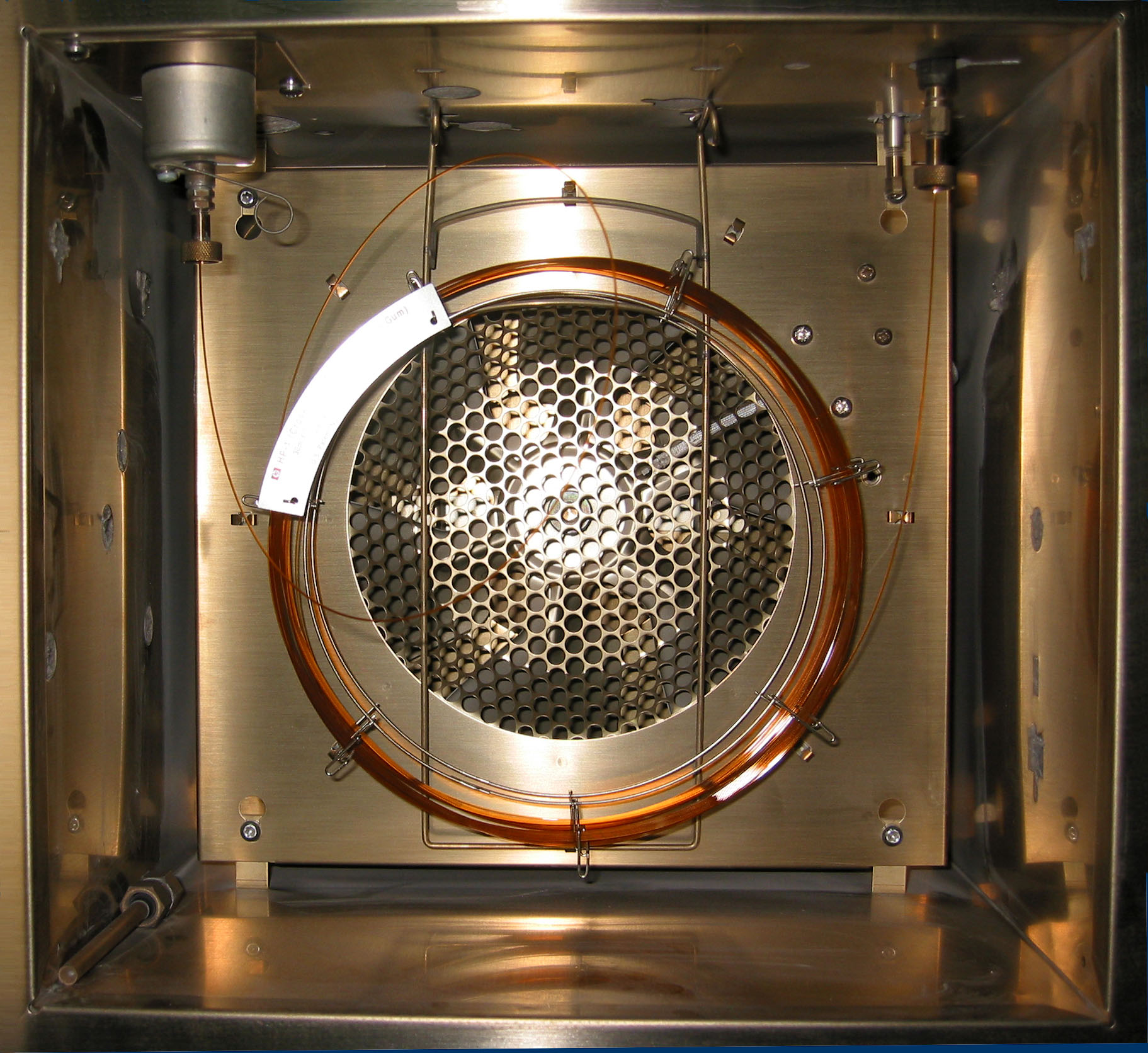
キャピラリーカラム

カラムはガスクロマトグラフィーの固定相を充填、あるいは塗布した管である。カラムにはパックドカラムとキャピラリーカラムの2種類がある。

### パックドカラム
パックドカラム は数mm程度の筒の中に、シリカゲルや活性炭、ゼオライトなどの吸着力を持つ固体、あるいは天然由来の珪藻土や合成シリカなどの多孔質不活性担体に不揮発性の液体を吸着させたものを固定相として充填したものである。不揮発性液体ならばどのようなものでも固定相とできるため極めて種類が多く、また自分で固定相の詰め替えが可能なので選択の幅が広い。また負荷できる物質量が多いため、主に目的化合物の分取用に使用される。
管の材料としては、ガラスやステンレスが一般的である。ガラスは割れやすく、温度追随性がやや低い欠点があるが、化学的な安定性が高い利点がある。

### キャピラリーカラム
キャピラリーカラム は溶融石英の内径 1 mm 以下の管の内壁に固定相を塗布したものであり、ガスクロマトグラフィー特有のカラムである。かつては金属製やガラス製のものも使用されていたが、金属製のものは反応性があり、ガラス製のものは破損しやすいという欠点があるため、現在はほぼすべて溶融石英製のものに置き換えられた。ただし、近年ではキャピラリーの内面を特殊処理をして不活性化させることで、ステンレス製のカラムも市販されるようになった。一般にパックドカラムに比べ単位長さあたりの理論段数は高いが、内壁に塗布することのできる固定相の量が少ないため付加される物質量は少ない。そのため主に分析用に使用される。また、溶融石英に吸着される固定相は限られるため固定相の種類は少ない。

### 固定相
物質の保持時間は主に固定相の極性による。
高極性の固定相は高極性の物質と親和性が高いため、高極性の物質の保持時間が長くなる。
そのため固定相の異なるカラムを使用すれば、あるカラムで分離できなかった物質を分離できる可能性がある。
キャピラリーカラムにおいては主に以下の4種類の固定相が使用される。
無極性：ポリジメチルシロキサン

低極性：ポリジメチルシロキサン/ジフェニルシロキサン
2種の混合率によってさまざまな無極性～低極性のカラムが作られる

中極性：ポリメチルシアノアルキルシロキサン

高極性：ポリエチレングリコール

また、光学活性体の分離用には上記の無極性～中極性の固定相にシクロデキストリン誘導体を混和したものが使用される。
パックドカラムにおいてはこれらの他にシリカゲルや活性炭、ゼオライトや活性アルミナなどの吸着力を持つ固体、スクワランやジ-2-エチルヘキシルフタレートなどを担体に吸着させたものが固定相として使用される。
なお、それぞれの固定相ごとに使用上限温度が存在し、これを越えてしまうと固定相の溶出や分解が起こりカラムの寿命を縮めることになる。またキャピラリーカラムは保護のためにポリイミド樹脂で外側がコーティングされているが、300℃以上で使用するとこれが炭化しはじめ、脆くなって破損しやすくなるので取り扱いに注意が必要となる。

## 検出器
検出器はカラム出口に設置され、サンプルの各成分を検知して電気信号に変換する部位である。GCでは汎用目的にはTCDもしくはFIDが用いられる。また他に微量の窒素化合物や硫黄化合物のみを検出するような検出器も存在し、これらは残留農薬の検査などのために使用される。
TCD（Thermal Conductivity Detector, 熱伝導度型検出器）
物質の熱伝導度の違いを利用してサンプルの検出を行う。キャリヤーガス以外のほぼあらゆる物質を検知できるが、感度があまり高くないので希薄サンプルには不向きである。基本的には非破壊的な検出方法であるため、サンプルの分取が可能。
FID（Flame Ionization Detector, 水素炎イオン化型検出器）
物質を水素炎中で燃焼することによって発生するプラズマ電子を検知するものである。C−H結合（ただしカルボニル炭素と直接結合した水素は除く）を持つ化合物に対して感度を有するため、一般の有機物に対する感度は高いが、水や二酸化炭素などの小分子ガスは感知できないのが欠点である。基本的には破壊的な検出方法であるため、サンプルの分取が不可能。

### 特殊な検出器
ECD（Electron Capture Detector, 電子捕獲型検出器）
63Niなどのβ線源を用い、親電子性化合物を極めて鋭敏に検知するものである。キャリヤーガスとして通常は窒素を用い、検出電極部で窒素にβ線を当てて電子を放出させる。この状態を基準電圧とする。親電子性化合物が検出部を通過すると電子は親電子性化合物に吸着され、これを補償するために電極部に補償電圧がかかる。この補償電圧を検出することによって親電子性化合物を検出する。特に超微量のハロゲン化合物やニトロ化合物の検出に威力を発揮し、ダイオキシン類やPCBの定性・定量やニトロ化合物を有する爆薬などの感知（テロ防止など）に用いられる。欠点としては、β線源を必要とするために放射性物質特有の注意・管理が必要であることが挙げられる。
FPD（Flame Photometric Detector, 炎光光度検出器）
物質を水素炎中で燃焼することによって発生する光を検知するものである。FIDと原理は似ているが、FPDは燃焼によって発生する特定波長の光を感知することによって検知している。水素の還元炎中で硫黄化合物が燃焼すると394nm、リン化合物が燃焼すると526nmの光が発生する。バンドパスフィルタを通すことによってこれらの波長の光のみを光電管に当て、発生した電流を検知する。リン化合物や硫黄化合物、スズ化合物の分析に用いられる。あまり感度が高くないことが欠点である。
特殊な例として、ガスクロマトグラフと質量分析装置を直結した GC-MS（ガスマス）がある。ほぼあらゆる物質を検知でき、クロマトグラムとマススペクトルが同時に得られるため、各ピーク成分の同定がきわめて容易となり、特に有機化学の分野で多用されている。
また、ガスクロマトグラフとフーリエ変換赤外分光器を直結した GC-FTIR も各ピーク成分の同定の目的で使用される。ただしGC-MSと比べると相当感度が低い。

## 保持時間、相対保持比、保持指標

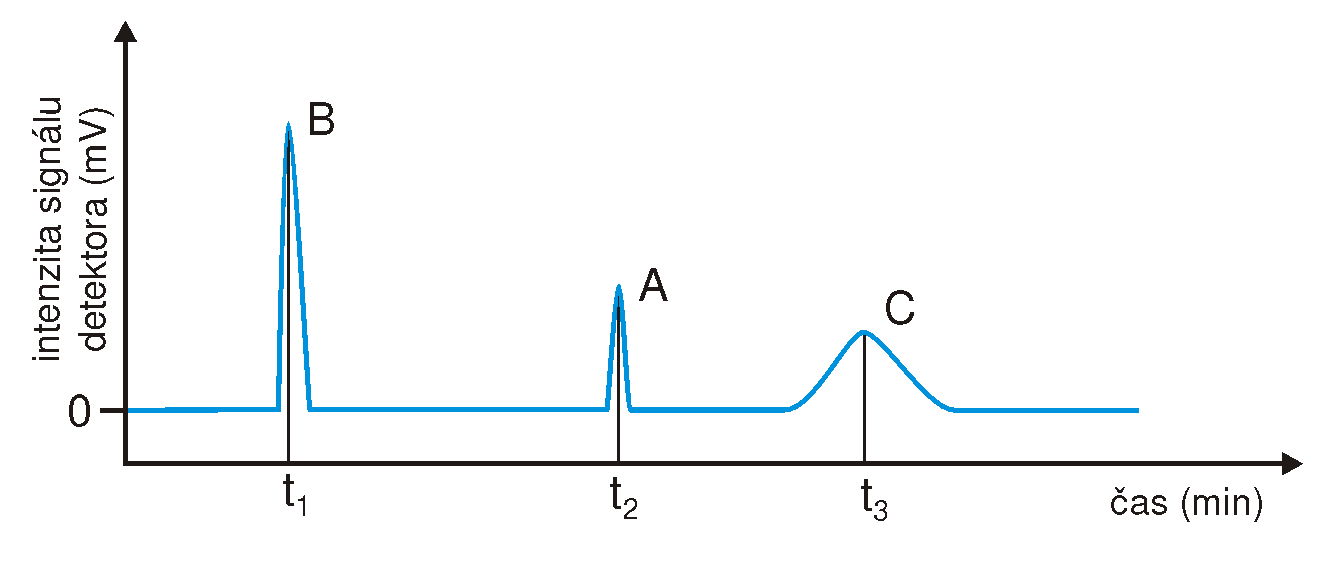
3種類の物質を分析した場合の典型的な例。横軸が保持時間（retention time)、縦軸が検出電圧。三角形部（厳密には正規分布しているが）の面積が検出された物質の量となる。ピークが重なったり余りにもなだらかな曲線を描いた場合はデータの精度が悪くなるため、分析パラメータを見直す必要がある

サンプルの注入からある化合物が検出器で検出されるまでに掛かる時間をその化合物の保持時間（retention time, しばしばRTと略される）という。
そして保持時間からまったく固定相に吸着されない物質が溶出するまでの時間（デッドタイム、空気の保持時間で近似される）を引いたものは空間補正保持時間と呼ばれる。
一定温度で測定したクロマトグラムにおいては、2種類の物質の空間補正保持時間の比は温度やキャリヤーガスの種類や流量によってはほとんど変化せず、固定相の種類のみによって決まる一定の値となる。
この値を相対保持比という。
直鎖のアルカンにおいて、あるアルカンを基準とした炭素数 n のアルカンの相対保持比 αn の常用対数は炭素数 n の一次関数となる。
すなわち log αn = an + b。
この式を変形し x = 100(log αn - b)/a = 100n、すなわち x の値が炭素数の100倍となるように相対保持比を規格化できる。
この式をアルカン以外の化合物にも適用する。
ある化合物のあるアルカンを基準とした相対保持比 αn を測定し、それを他のアルカンの相対保持比から求めた a, b を使用した上記の式に代入する。
このとき、この x の値をその化合物の保持指標（Retention Index, しばしばRIと略される）、あるいは提唱者の名前を取ってコヴァッツ・インデックス（Kovats Index, しばしばKIと略される）という。
相対保持比と同様に保持指標も固定相の種類のみによって決まるため、化合物の同定や保持時間の推定に使用される。
近年では、アジレント･テクノロジー社製ガスクロマトグラフのように、電子制御でキャリヤーガスをコントロールすることにより保持時間を固定する技術も開発されている。

## 注入方法

### 加熱気化法
ダイレクト法
注入口で加熱気化したサンプルを全てカラムに導入する。
スプリットレス法
スプリットレス法では、瞬間的に加熱気化させたサンプルのほぼ全量をカラムに導入する。スプリット法ではできない微量な分析をするときに用いられる。導入時間が長くなるためにピークがブロードになる。ピークをシャープにするために以下の効果が用いられる。
- 溶媒効果：カラム温度を溶媒の沸点以下にすることで溶媒をカラム先端で凝縮させる。凝縮した溶媒にサンプルが再溶解する。
- リテンションギャップ効果
- コールドトラップ効果：カラム温度を溶質以下にする。

スプリット法
注入したサンプルをカラムに導入すると、キャピラリーカラムでは試料負荷量を超えてしまうためにピーク形状や分解能が悪くなる。そこでスプリット法では、瞬間的に加熱気化させたサンプルの一部だけをカラムに導入し、残りを廃棄する。スプリット比を変えることで導入量は調節する。熱に不安定な化合物や、沸点範囲の広いサンプルでは注意が必要である。
プログラム昇温気化（PTV) 法
注入口の温度を自由に設定できる。サンプルは液体のままライナーに注入し、その後に昇温してサンプルを気化させ、カラムに導入する。カラムにサンプルを導く際、スプリット／スプリットレスの設定ができる。大容量のサンプルをGCに導くことができる。

### 非加熱法
- クールオンカラム法